# Polygonatum roseum
Polygonatum roseum är en sparrisväxtart som först beskrevs av Carl Friedrich von Ledebour, och fick sitt nu gällande namn av Carl Sigismund Kunth. Polygonatum roseum ingår i släktet ramsar, och familjen sparrisväxter. Inga underarter finns listade i Catalogue of Life.